# خوسيه أورتيجا إي جاسيت
خوسيه اورتيجا أي جاسيت (3 مايو 1883 - 18 أكتوبر 1955) (بالإسبانية: José Ortega y Gasset)‏ هو فيلسوف إسباني ليبرالي. ركز فلسفته على المشكلات الاجتماعية. وهو يصنف ضمن ما يطلق عليه جيل 1914.

## مسيرة حياته
وُلدَ خوسِه أورتِغا إي غاسّيت عام 1883 في مدريد لأسرة تعمل في الصّحافة. وحصل على الإجازة في الفلسفة عام 1902، ثمَّ على الدّكتوراه عام 1904 برسالة عنوانها: «مخاوف السّنة الألفية: نقد الأسطورة». ورحل بعد ذلك إلى ألمانيا، وحضر هناك المحاضرات التي كانت تُلقى في جامعة ليبتسك وبرلين ومايربورغ حتى عام 1907 . فدرس هناك على دلتاي ودريش صاحبي الفلسفة الحيوية، وعلى هرمان كوهن وإرنست كاسيرر، وناتورب ممثلي النزعة الكانطية الجديدة. لمَّا عاد إلى وطنه شغل كرسيّ ما بعد الطَّبيعة في جامعة مدريد حتَّى عام 1936 Revista de وأسَّس فَي عام 1915 مجلّة «إسبانيا»، ثمَّ مجلّة الغرب وكانت أهم مجلة أدبية وفكريَّة عرفتها إسبانيا، ومن خير.Occidente المجلاَّت الأدبيَّة والثَّقافيَّة في العالم.
دخل ميدان السياسة في عهد ديكتاتورية بريمو دي ريفيرا (1923-1930)، مكافحا هًذه الديكتاتورية داعياً في مجلَّته إلى الحريَّات وعودة الحياة النيابيَّة وإقامة الجمهوريَّة. ولمَّا سقطت الديكتاتوريَّة عام 1931 أسَّسَ جمعيَّة العمل السيِّاسي تحت اسم «في خدمة الجمهوريَّة». وانتُخب نائباً في
الجمعيَّة التأسيسيَّة، لكنَّه سرعان ما خاب أمله في الجمهوريَّة وما رجاه منها، ثمَّ أصبح على غير وفاق مع أصحاب السلطة النَّاشئة فيها.
ولمَّا نشبت الحرب الأهليَّة في إسبانيا عام 1936، غادر البلد وراح يتجوَّل في ما بين فرنسا وهولندا والأرجنتين حتى عام 1945 . فعاد إلى
إسبانيا التي ظلّ يتنقَّل بينها وبين البرتغال وبعض الدول الأوروبيَّة حتَّى وفاته عام 1955.
كتب أورتِغا في كلِّ المجالات التي تهمُّ الإنسان بدءا مًن الميتافيزيقا حتَّى مصارعة الثيران. وجاءت مؤلفاته كلها على شكل سلسلة مقالات في
الصّحف أو محاضرات في الجامعة، ثمَّ تُضمُّ بعد ذلك في كتاب. ولا يشذّ هذا الكتاب عن ذلك.

## مؤلَّفاته
إسبانيا اللافقريَّة، تمردُّ الجماهير، موضوع عصرنا، الرَّجل
المُفرد والنَّاس، انحطاط الفن، دروس في الميتافيزيقا، إلخ...
وجُمع الكثير من مقالاته في مجلَّدات
سُميِّت: المُشاهد أو المتفرِّج.

## أعماله
- انحطاط الفن (1925).
- تمرد الجماهير (1929).
- دراسات في الحب

## روابط خارجية
- خوسيه أورتيجا إي جاسيت على موقع الموسوعة البريطانية (الإنجليزية)
- خوسيه أورتيجا إي جاسيت على موقع مونزينجر (الألمانية)
- خوسيه أورتيجا إي جاسيت على موقع ميوزك برينز (الإنجليزية)